# Општина Ванатори (Муреш)
Ванатори (рум. Vânători) општина је у Румунији у округу Муреш.
Oпштина се налази на надморској висини од 395 m.